# سندرم تورچ
سندرم تورچ (به انگلیسی: TORCH) مجموعه‌ای از علائم ناشی از عفونت مادرزادی با توکسوپلاسموز، سرخجه (روبلا)، سیتومگالوویروس، هرپس سیمپلکس و سایر ارگانیزم‌ها از جمله سیفلیس، پاروویروس و واریسلا زوستر است. ویروس زیکا جدیدترین عضو عفونت‌های تورچ محسوب می‌شود.
واژهٔ TORCH مخفف ساخته شده از T(توکسوپلاسموز)، O (دیگر عوامل)، R (روبلا)، C(سیتومگالوویروس) و H(هرپس سیمپلکس) است.

## علائم و نشانه‌ها
علایم و نشانه‌های سندرم تورچ ناشی از عفونت‌های مختلف هم که باشد، یکسان است. نشانه‌ها شامل بزرگی کبد و طحال، تب، لتارژی، مشکل تغذیه، کم خونی، پتشی، پورپورا، زردی، و کوریورتینیت است. هر عفونت خاص ممکن است علائم اضافی نیز ایجاد کند.
سندرم تورچ ممکن است قبل از تولد ایجاد و باعث مرگ نوزاد در حین تولد، در نوزادی یا بعد از آن شود.

## پاتوفیزیولوژی
سندرم تورچ در اثر عفونت داخل رحمی با یکی از عوامل TORCH ایجاد می‌شود و رشد و تکامل جنین پیش از تولد را مختل می‌کند.

## جلوگیری
با درمان فرد باردار مبتلا می‌توان از سندرم تورچ و در نتیجه از تأثیر عفونت بر روی جنین جلوگیری کرد.

## درمان
درمان سندرم تورچ عمدتاً به صورت حمایتی است و به علائم موجود بستگی دارد. برای تبخال و سیتومگالوویروس تجویز دارو یکی از گزینه‌های درمانی است.

## همه‌گیرشناسی
کشورهای در حال توسعه با شدت بیشتری درگیر سندرم تورچ هستند.